# Shimoda, Shizuoka
Shimoda (下田市 (Hạ Điền thị) Shimoda-shi) là một thành phố thuộc tỉnh Shizuoka, Nhật Bản. 
Tính đến tháng 6 năm 2012, thành phố có dân số ước tính 24.370 người và mật độ dân số 233 ngườ/km ². Tổng diện tích là 104,70 km ².

## Địa lý
Shimoda nằm ở mũi phía nam của bán đảo Izu cách Tokyo khoảng 100 km về phía tây nam. Phía Bắc Shimoda, là dãy núi Amagi ở phía bắc, và dòng Hải lưu Kuroshio ấm áp ở phía nam cung cấp cho thành phố một, khí hậu cận nhiệt đới ẩm.

## Các đô thị lân cận
- Minamiizu, Shizuoka
- Kawazu, Shizuoka
- Matsuzaki, Shizuoka

## Kinh tế
Nền kinh tế của Shimoda dựa vào du lịch (chủ yếu tập trung vào các khu du lịch suối nước nóng và thể thao biển) và đánh bắt cá thương mại.

## Thành phố kết nghĩa
- - Newport, Đảo Rhode, Hoa Kỳ
- - Numata, Gunma, Nhật Bản
- - Hagi, Yamaguchi, Nhật Bản

## Hình ảnh

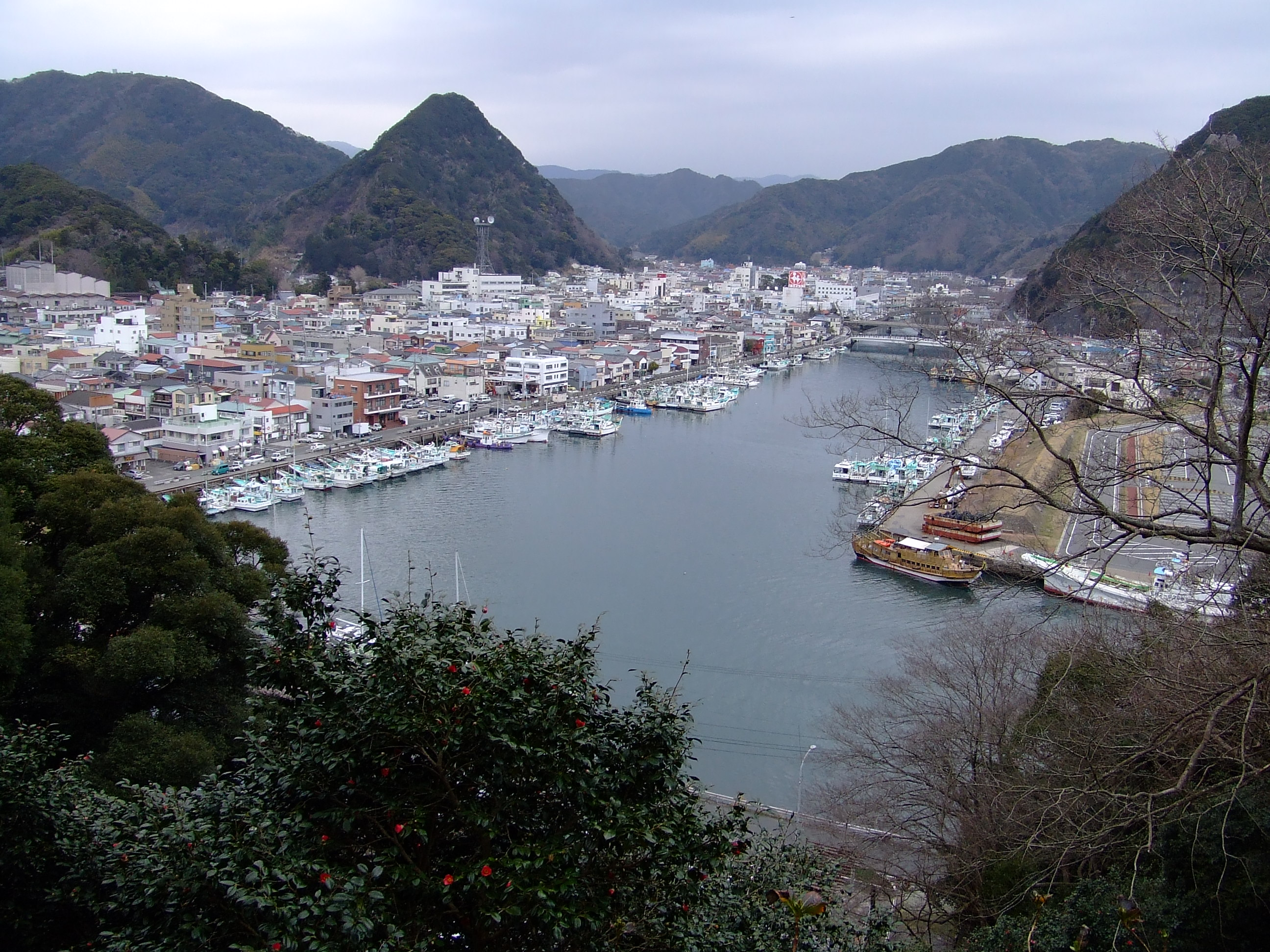
下田港
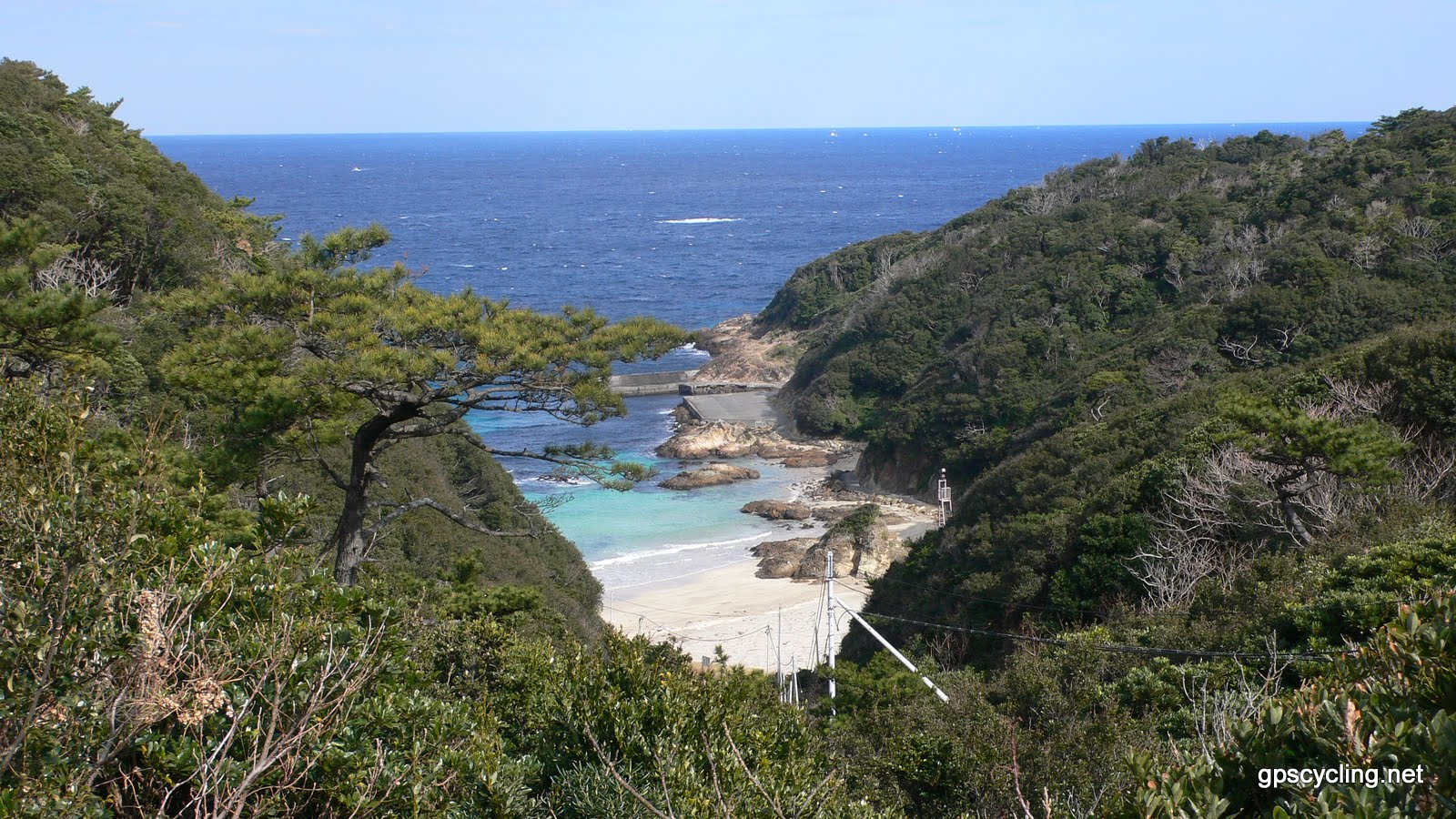
九十浜海水浴場
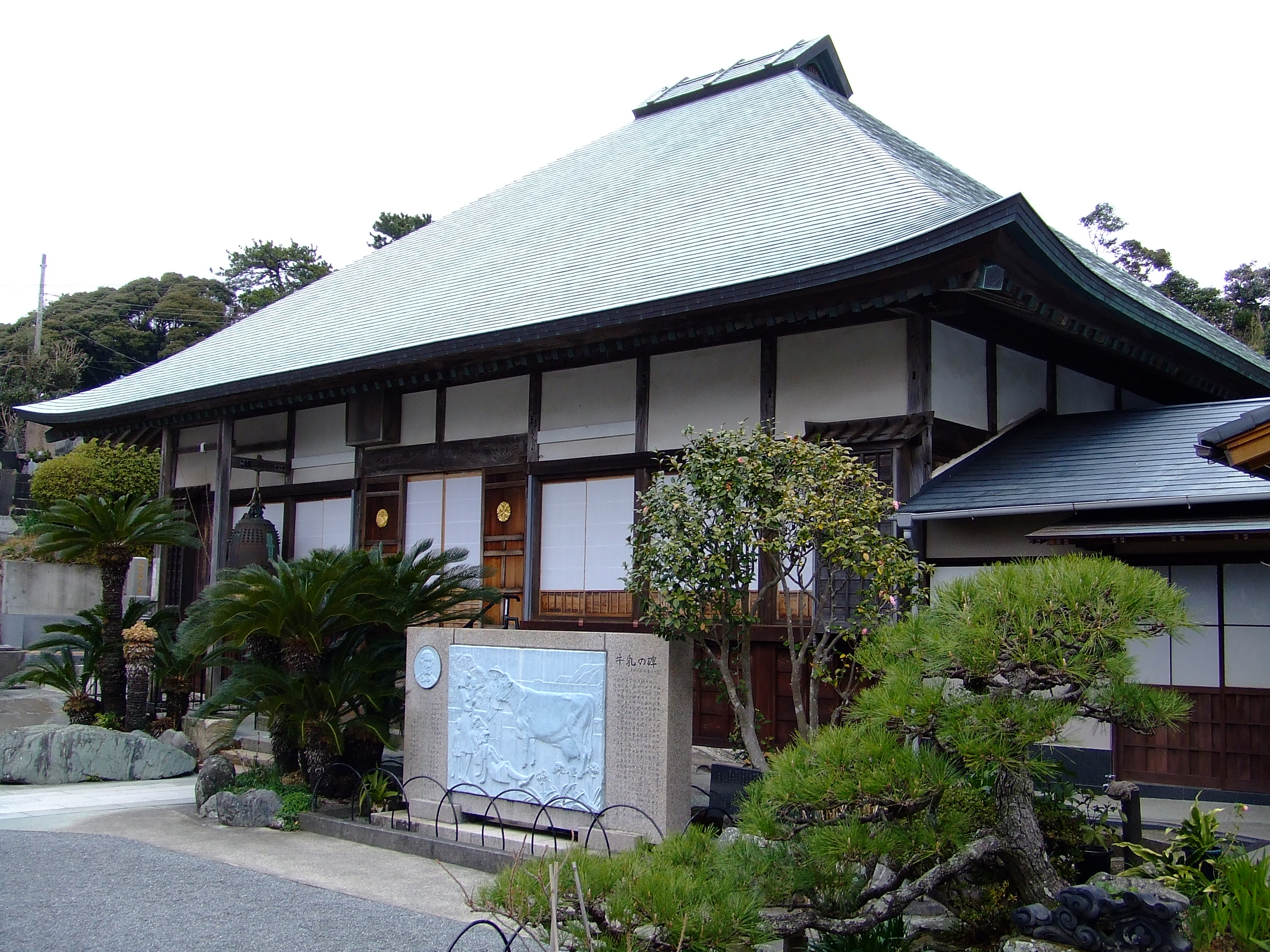
玉泉寺
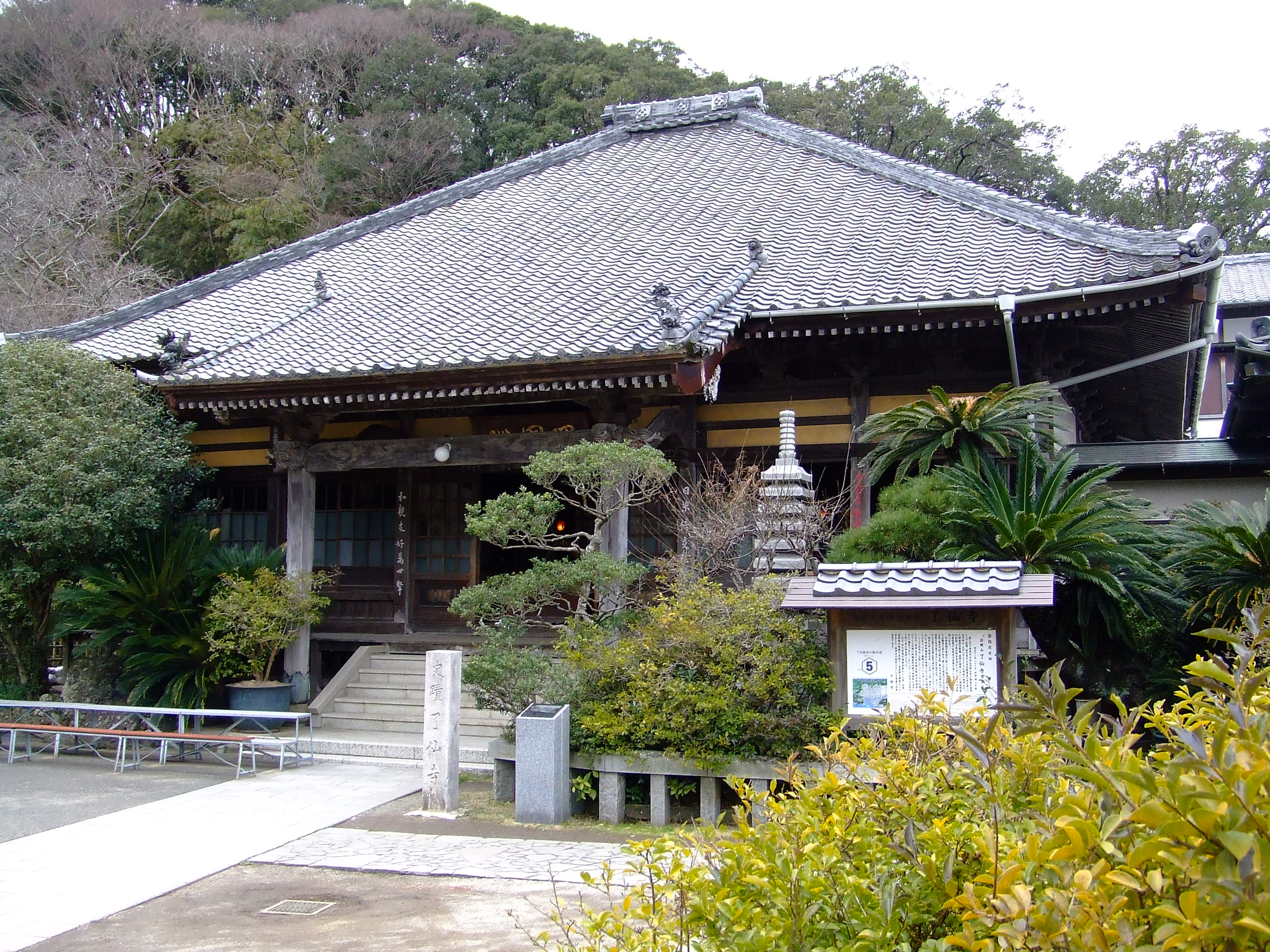
了仙寺
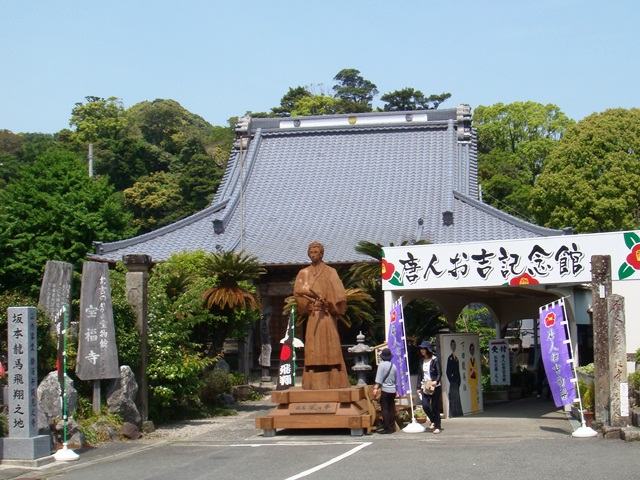
宝福寺
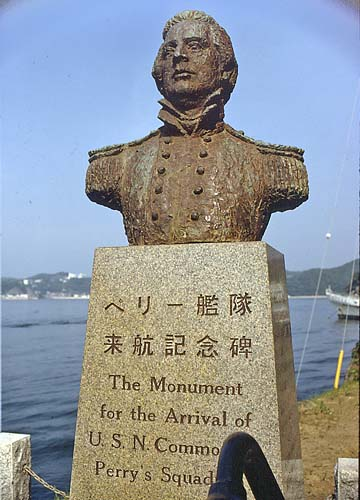
ペリー像
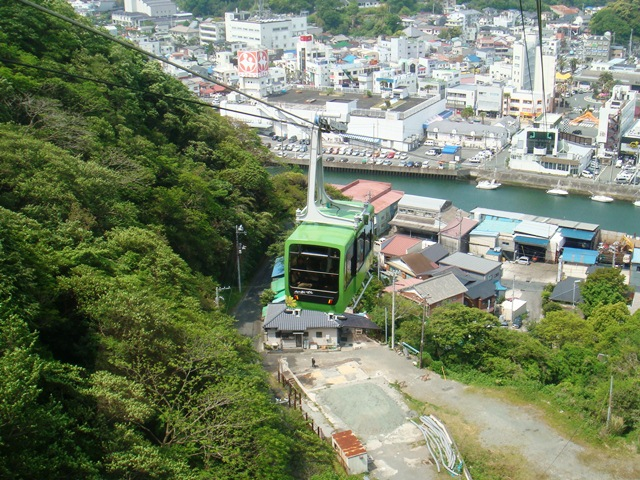
下田ロープウェイ
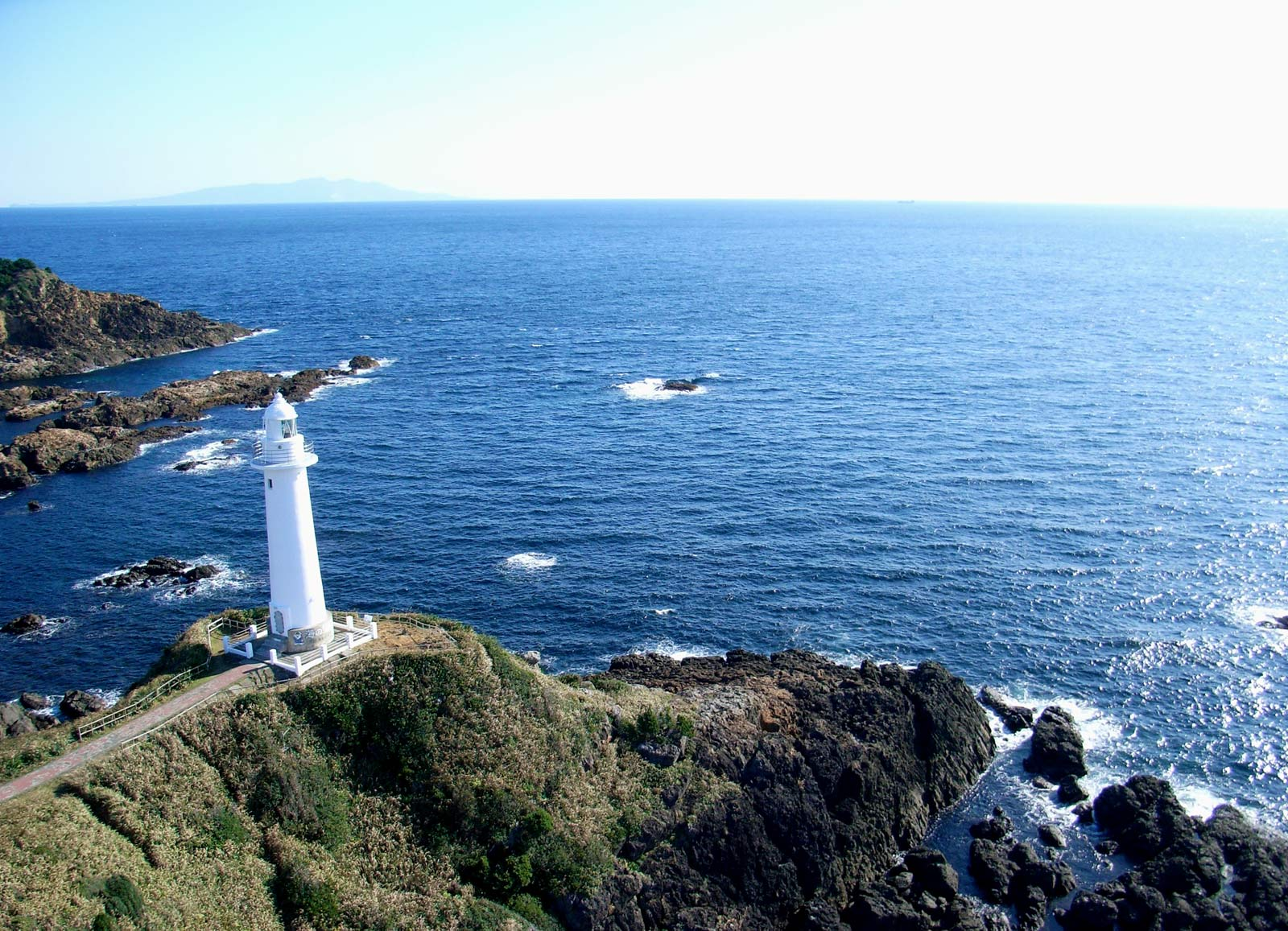
爪木崎灯台
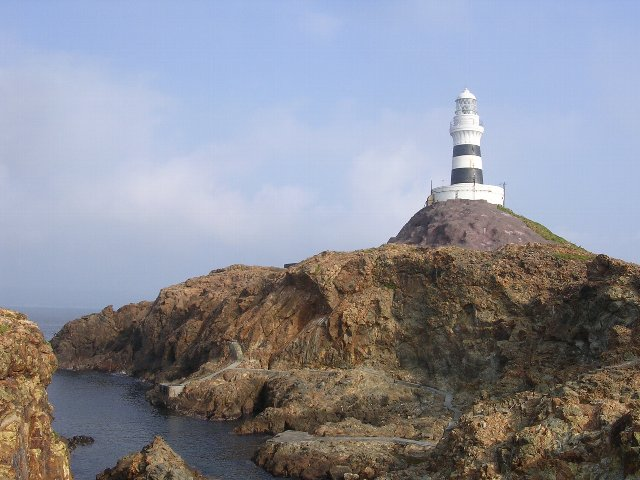
神子元島灯台
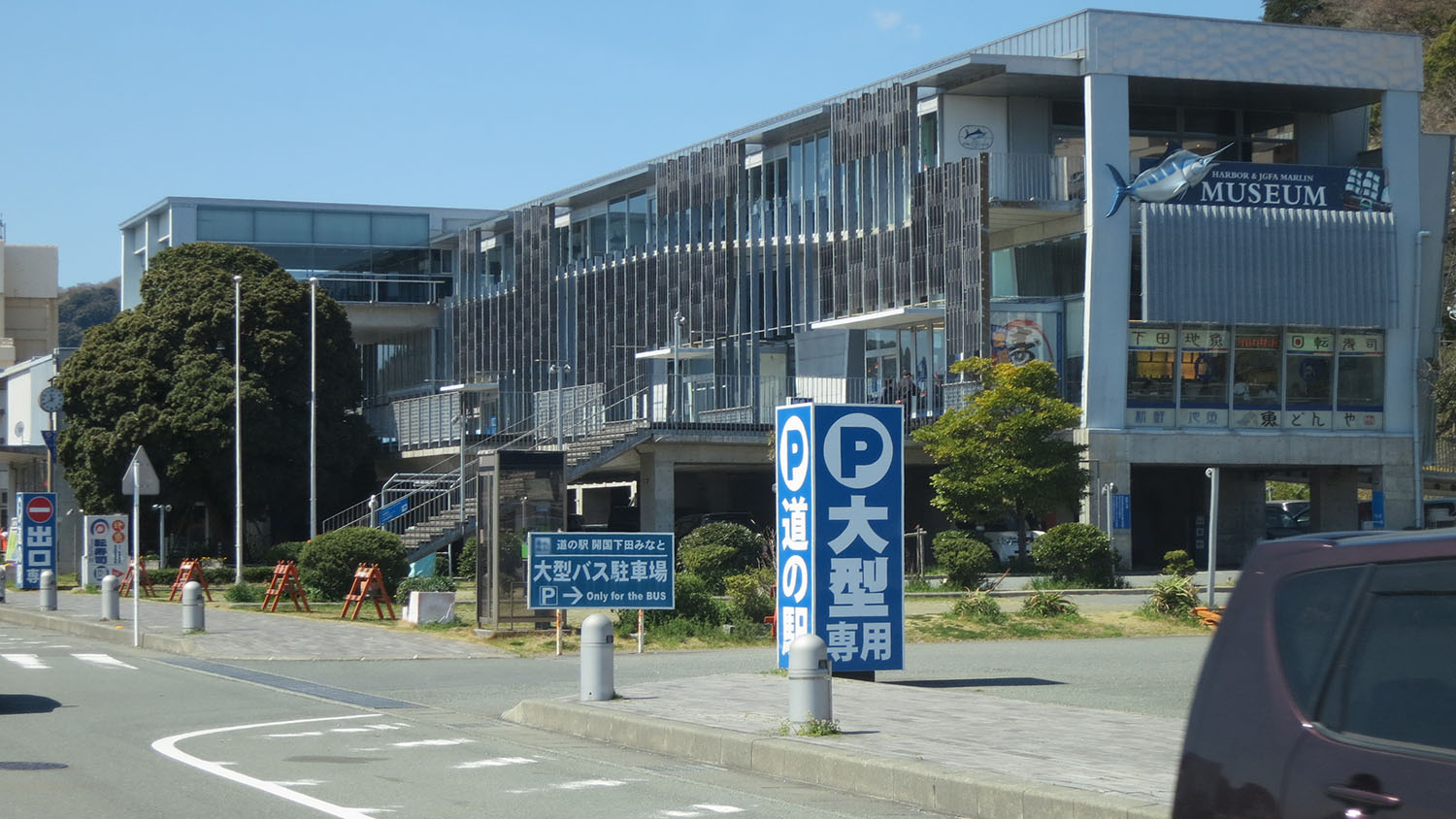
道の駅開国下田みなと